# バンド計算
バンド計算（バンドけいさん）とは、系の電子状態を求める計算及びその手法のこと。
電子状態とは、具体的にはバンド構造、電荷密度、状態密度などのことを指す。手法には経験的なものから非経験的（第一原理的）なものまで多数存在する。バンド計算が扱う系は、主に結晶のような固体が対象であることが多いが、表面系や、液体などが計算対象となることもある。
代表的な手法としては、擬ポテンシャル+平面波基底によるもの、APW法、KKR法のような全電子手法、第一原理分子動力学法、タイトバインディング法（Tight-binding method）などがある。第一原理分子動力学手法では、電子状態と共に対象となる系の構造最適化、つまり（準）安定構造を求めることができる。
バンド計算は、元々は結晶のような周期的境界条件のある系が計算対象であったが、その後、表面系や不規則二元合金などのような非周期系に対しても計算がなされるようになっていった。表面系に関してはスラブ近似を用いて計算するのが最も標準的である。不規則二元合金のようなポテンシャルがランダムな系には、コヒーレントポテンシャル近似が用いられることが多い。また実空間法のような、境界条件に縛られない計算手法も出現している。

## 関連図書
- 和光信也：「コンピュータで見る固体の中の電子ーバンド計算の基礎と応用」講談社(1992)(絶版)
- 和光システム研究所（和光信也）：「『WIEN2k 入門』追加版 改訂 固体の中の電子ーバンド計算の基礎と応用」和光システム研究所(2006)